# オルペウス教讃歌

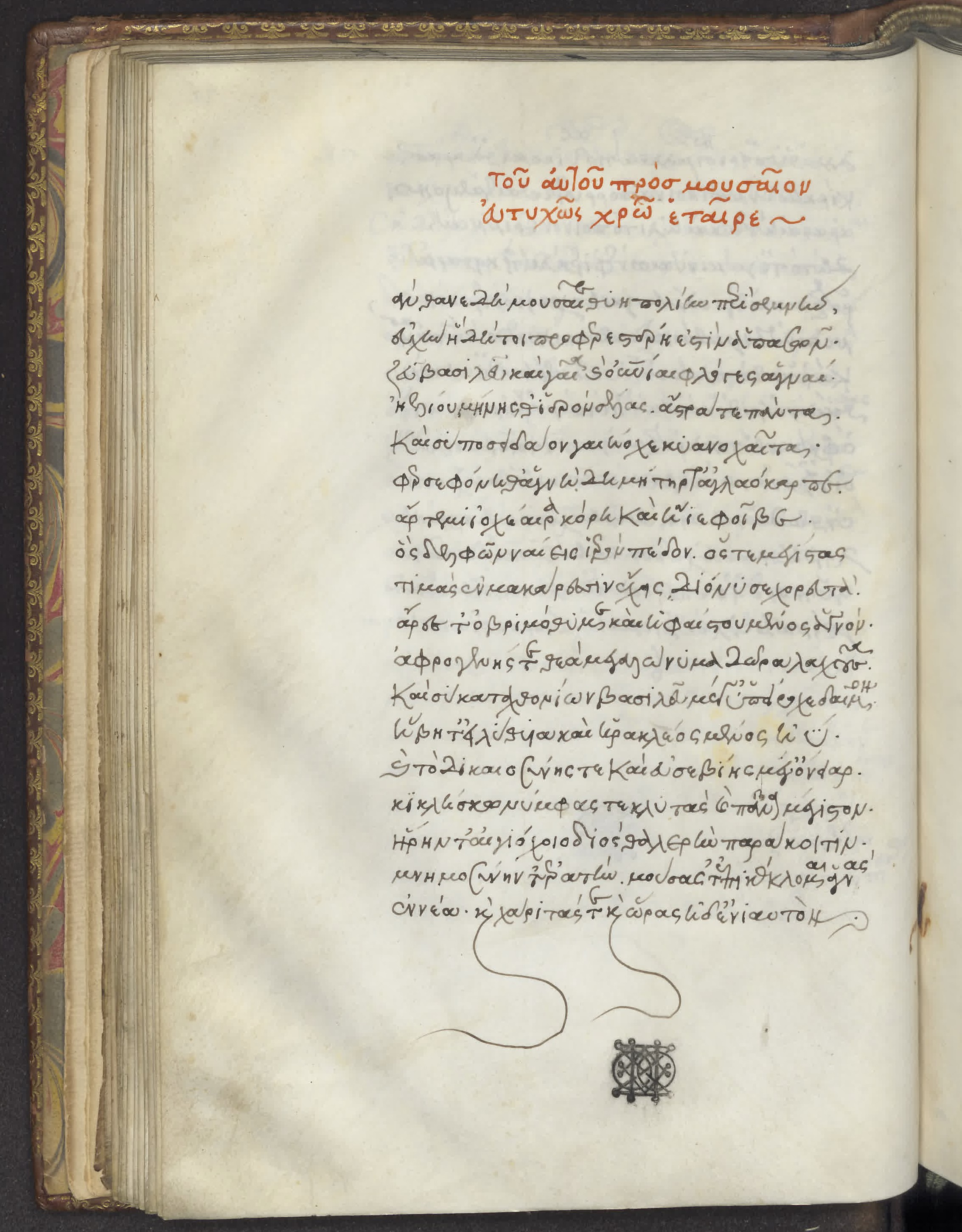
15世紀の写本（ライデン大学所蔵）

- オルペウス教讃歌[1]
- オルペウスの讃歌[2]
- オルペウス讃歌[3]
- オルフェウス讃歌[4][5]
- オルフェウス賛歌[6]
- 諸神讃歌[7]
- 讃歌集[4]

『オルペウス教讃歌』（羅: Orphei Hymni、英: Orphic Hymns）は、古代ギリシアのオルペウス教の文書。オルペウスの作とされる神々の讃歌集。実際の作者は不明。2世紀から3世紀ごろ成立。

## 内容
ギリシア神話の神々を讃美する、87篇（88篇とも）の短い詩からなる。最初はヘカテー、最後はタナトス。ディオニューソス・パネース・ニュクスなどオルペウス教で重視される神々が多い。ミセー・ヒプタといった小アジアの神々も含まれる。メーリノエーは本書がほぼ唯一の情報源となっている。
オルペウスの名は序文にしか見えない。序文によれば、本書はオルペウスがムーサイオスのために作った。
文学的価値は平凡である。韻律は六脚韻。
讃歌は、神々を呼び出す儀式で朗唱する祈祷文だったと考えられる。似た讃歌が古代の呪術パピルスにも見られる。讃歌の大半には、焼香に用いるお香の種類が書き添えられている。

## 背景
本書は内容から、2世紀末から3世紀初頭ごろ、小アジアで一人の人間が作ったと推定される。
ただし、オルペウスの詩（オルペウスに仮託される詩）はそれ以前から流布していた。アリストテレース、パウサニアース、パロス島大理石碑文、デルヴェニ・パピルスが詩の流布を伝えており、エウセビオスらギリシア教父や新プラトン主義者が散佚した詩を引用している。本書以外にも『オルペウス教のアルゴナウティカ』などの詩が伝存する。
本書は写本を通じて、ホメーロスの讃歌やカリマコス・プロクロスの讃歌と一緒に伝存した。
ルネサンス期には、フィチーノが「古代神学」の観点から、本書含むオルペウス詩の翻訳を試みている。ピコ・デラ・ミランドラは『900の提題』のうち31提題で本書を論じている。